# Exella
Exella é um género botânico pertencente à família Annonaceae.